# Csombormenta
A csombormenta, mocsárimenta vagy polyákmenta (Mentha pulegium) az ajakosvirágúak rendjébe, azon belül az árvacsalánfélék családjába tartozó növényfaj.

## Elterjedés, élőhely

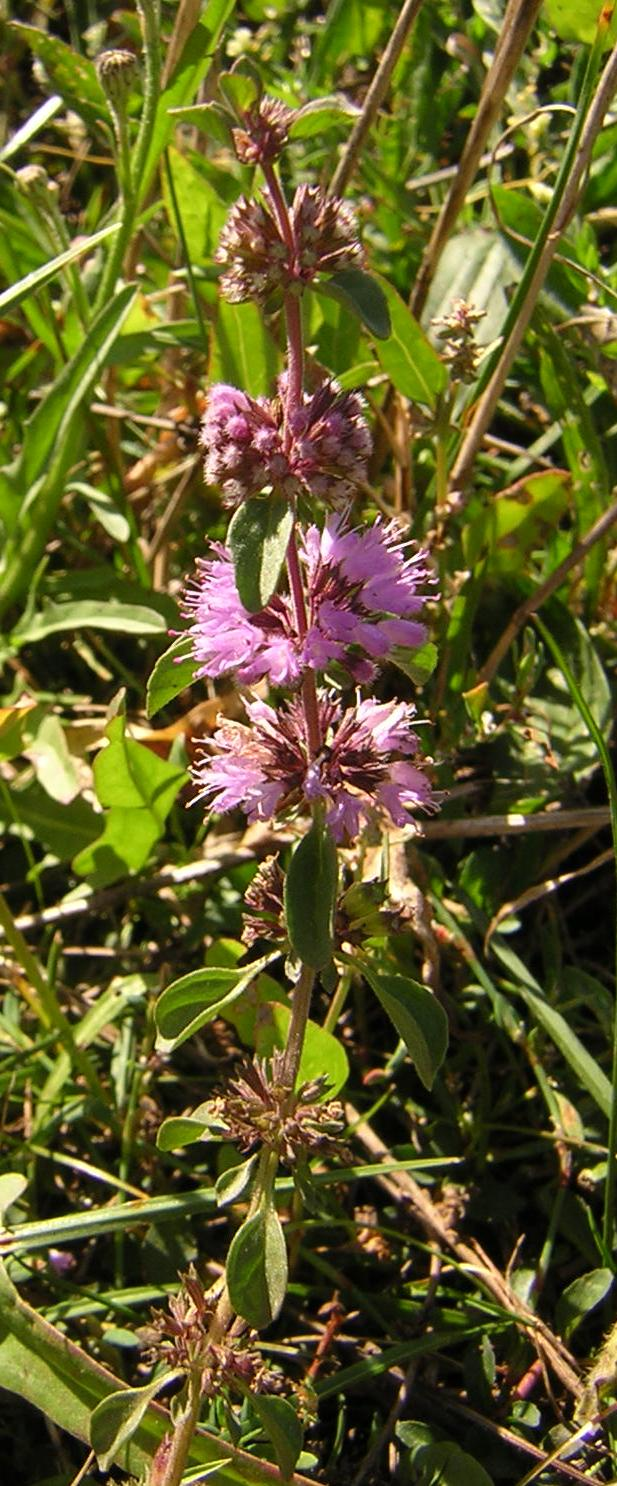

Európa, Nyugat-Ázsia, valamint Észak-Afrika egyes területein található meg. Árterületek, mocsarak, árokpartok, illetve nedves rétek jellemző növénye. Évelő virágzása júniustól őszig tart.

## Megjelenés, jellemzők
15-40 centiméter magas felemelkedő szára van, amely általában egyszerű, de lehet elágazó is. Levelei 1-2 centiméter hosszúságúak, alakjuk tojásdad és finoman fogazottak.
Virágai aprók, bíborlila színűek és úgynevezett örvökben állnak a levélhónaljban. Illata nagyon emlékeztet a borsmenta és a kakukkfű illatára.

## Hatóanyagok
Drogja (Pulegii herba) illóolajat, keserűanyagot, heszperidin flavonglikozidát, diozmint, gyantát és cseranyagot tartalmaz.

## Gyógyhatás
Bélféregűző, rovarriasztó, köptető és köhögéscsillapító, emésztésserkentő. Teája szélhajtó, görcsoldó, bélféregűző, epekiválasztást serkentő hatású. Sárgaság ellen is fogyasztják. Vidéken a friss növényt bolhák ellen a szalmazsákba teszik.
Csombormenta ellenjavallat: Óvatosan használandó, mert a drog erősebb hatásúnak ismert. A növény olaja rossz hírű MÉRGEZŐ! hatása miatt. Méhösszehúzódásokat válthat ki, azonban a vetélés előidézéséhez szükséges dózis halálos is lehet!

## Gyűjtés
Virágzáskor a növény föld feletti hajtásait gyűjtik.